# DJ Rok
DJ Rok (bürgerlich: Jürgen Rokitta; * 1963) ist ein deutscher Techno-DJ und -Musiker.

## Leben

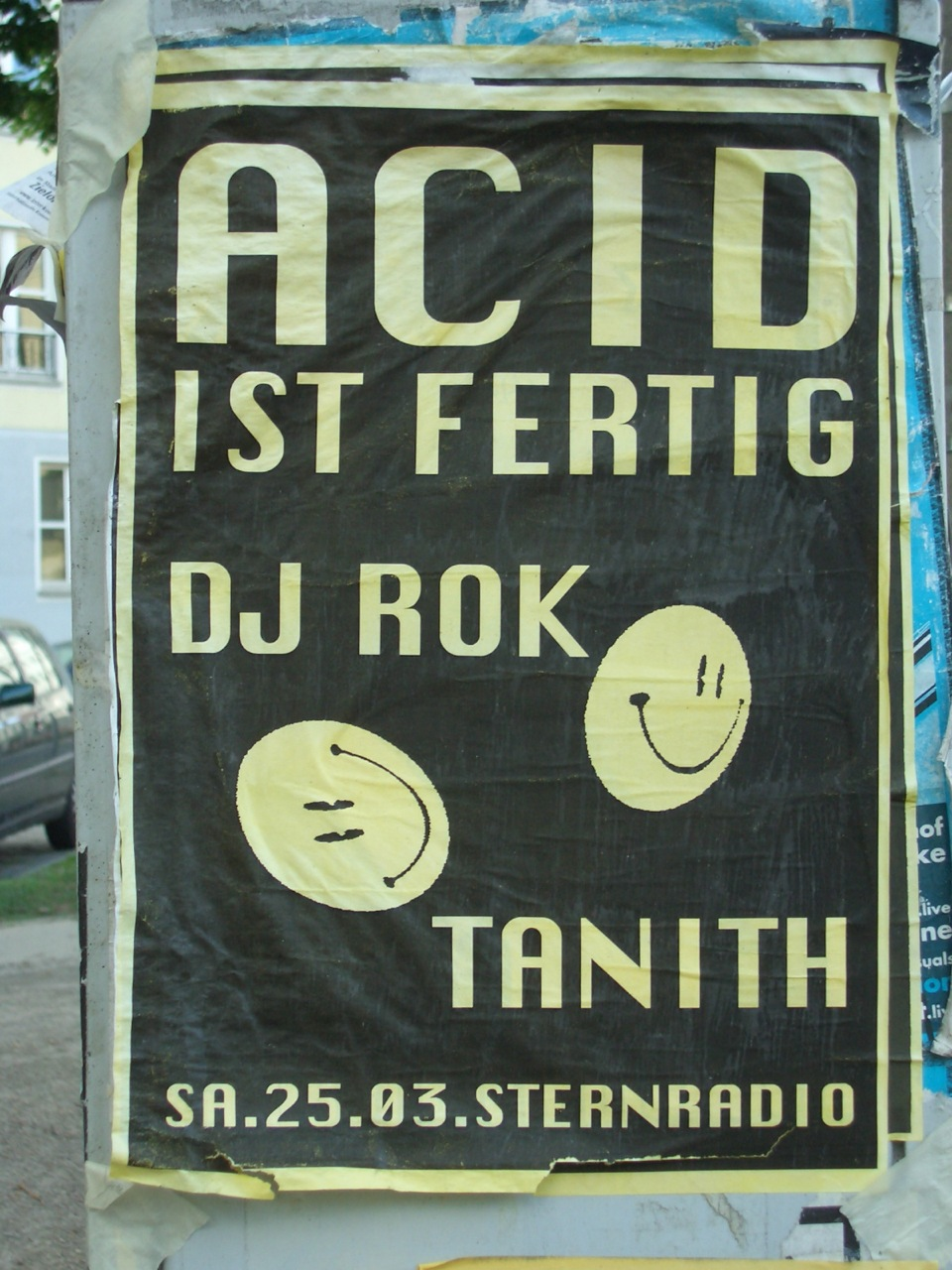
Party im Berliner Club Sternradio mit den DJs Tanith und Rok, 2006

Der aus Erding in Bayern stammende Rokitta sammelte während seiner Schulzeit erste Erfahrungen als DJ. Mitte der 1980er Jahre zog er nach Berlin und war dort ab 1989 in der Berliner Techno-Szene als DJ aktiv, zunächst unter dem Namen Rokki. Unter anderem spielte er als Resident-DJ im ersten Berliner Acid-House-Club, dem Ufo. Anfang der 1990er Jahre war Rok im Berliner Szene-Plattenladen Hard Wax tätig.
Seit 1991 war Rok neben Tanith und Jonzon einer der ersten Resident DJs des damals neu eröffneten Clubs Tresor. Es folgten überregionale Auftritte, unter anderem bei der Mayday.
Mit Peter Votava produzierte Rok 1994 unter dem Projektnamen Steel eine EP auf dem österreichischen Label Loop Records. Ab 1996 entstanden auch eigene Platten auf Labels wie International Deejay Gigolo Records, Müller Records und Tresor. 2002 gründete Rok das Label Defender Records.
Nachdem er seine Tätigkeit als DJ mehrere Jahre lang ausgesetzt hatte, trat er Ostern 2013 im Berliner Suicide Circus und im September 2019 im Berghain auf.

## Diskografie (Auswahl)

### Alben und DJ-Mixe
- 1999: Globus Mix Vol. 3 - Sturm Und Drang (DJ Mix, Tresor)
- 2000: Defender (Müller Records)
- 2001: Essential Underground Vol. 03: Berlin / Detroit (DJ Mix, mit Claude Young, DJ-sets.com)

### Singles & EPs
- 1996: Club Berlin (mit Jonzon, International Deejay Gigolo Records)
- 1997: Electronic Discussion (Remix)  (mit Beroshima, Müller Records)
- 1998: Silky (Low Sense)
- 1999: Key External EP (Müller Records)
- 2000: Cycle Sluts (Claude Young Rmx) (Müller Records)
- 2002: Defender 1 EP (Defender Records)
- 2003: Defender 2 EP (Defender Records)
- 2004: Defender 3 EP (Defender Records)
- 2007: Jack Your Ass (mit Mijk van Dijk, International Deejay Gigolo Records)